# Vagina dentata

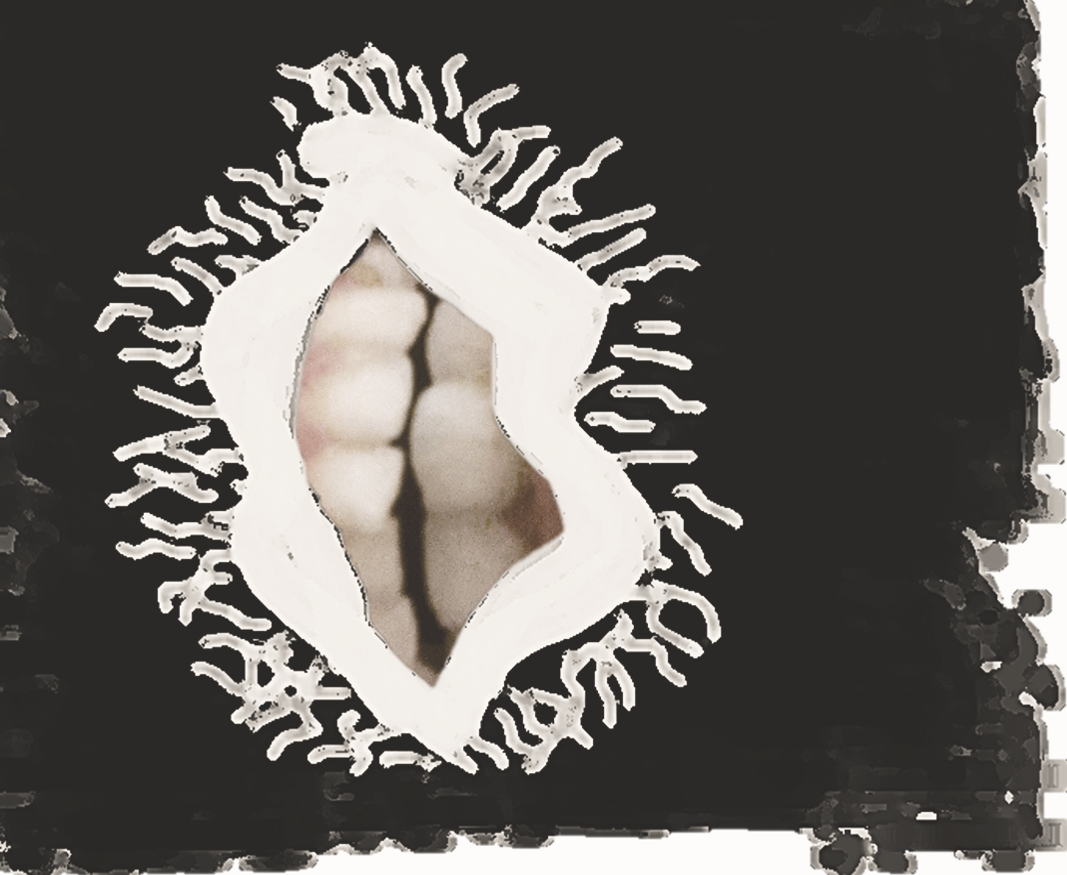
Una interpretació artística de la vagina dentata.

La vagina dentata és un mite present en diverses cultures que indica que la dona primordial (o a vegades, una dea) té dents a la vagina, de manera que castra l'home que intenta tenir-hi relacions sexuals. La simbologia d'aquest mite és múltiple: d'una banda, és un avís contra la violació o la promiscuïtat però, de l'altra, situa la dona com a ésser perillós i fins i tot demoníac.
En aquest sentit, s'assimila a altres mites negatius sobre la dona, que tempta amb el sexe amb fatals conseqüències per a l'home, com la gorgona grega, l'Eva bíblica i d'altres. És un precedent d'altres estereotips femenins com la femme fatale i una sublimació de la por masculina a la castració. De fet, neix d'atribuir poders perversos a la dona lligats a la seducció: si la dona té capacitat per seduir l'home amb la promesa de relacions sexuals, pot anul·lar la seva voluntat o treure-li (simbòlicament o física) els atributs que el fan home. En aquesta concepció es basen alguns tabús sobre la sexualitat femenina, lligats sovint a la religió.
La imatge gràfica pot tenir relació també amb l'analogia amb certes espècies animals, que sacrifiquen el mascle després de l'apariament, com la mantis religiosa o algunes espècies d'aranyes (per això, en els mites, les dents vaginals apareixen com a pròpies d'animals, i en són les més freqüents les d'insectes i peixos, lligats a la humitat i al sexe). També ve del fet que, en contacte amb la vagina, el penis esdevé flàccid, en perd la força, i per analogia es parlava de l'afebliment i manca de masculinitat postcoital (les cites medievals sobre la tristesa en acabar l'acte sexual anirien en aquesta línia).
Ressons del mite es troben en la comparació dels genitals femenins amb la boca; per això, es parla de llavis, per exemple i perquè té una certa obertura i tancament, a diferència d'altres orificis del cos. Està a més humida, i la bava de la boca i els colors rosats de l'entrada s'assimilen a la carn labial.
La vagina dentata apareix en diverses obres de la cultura popular, incloent-hi l'Hyperion de Dan Simmons, American Gods de Neil Gaiman i d'altres. També s'ha produït una revisió del mite per part d'alguns corrents del postfeminisme, com Riot Grrrl.